# Iridopsis submarginata
Iridopsis submarginata là một loài bướm đêm trong họ Geometridae.